# Longlegs: Colecționarul de suflete
Longlegs: Colecționarul de suflete (titlu original: Longlegs) este un film american de groază din 2024 scris și regizat de Osgood Perkins. Rolurile principale au fost interpretate de actorii Maika Monroe, Nicolas Cage, Blair Underwood și Alicia Witt. . Cu o acțiune ce se petrece în anii '90, filmul urmărește un agent FBI ce are ca sarcină oprirea unui criminal în serie cu interese oculte, responsabil de uciderea a numeroase familii din statul american Oregon, dar fără a fi prezent la vreuna dintre aceste crime. Cage a fost și producător pentru acest film, prin compania sa de producție Saturn Films.
Longlegs a fost lansat în Statele Unite ale Americii prin compania Neon pe 12 iulie 2024. A fost primit cu laude din partea criticilor de film și a încasat peste 108 milioane de dolari la nivel mondial, devenind cel mai profitabil film pe plan domestic al Neon, precum și cel mai profitabil film independent al anului.

## Rezumat
În 1974, Oregon, o fată tânără cu o cameră Polaroid urmărește o voce misterioasă și întâlnește un bărbat eratic cu un machiaj palid.
În anii 1990, agentul FBI Lee Harker, care dă dovadă de posibilă clarviziune, este repartizat de supervizorul ei, William Carter, într-un caz care implică o serie de crime-sinucideri⁠(d) în Oregon. Fiecare caz implică un tată care își ucide familia și pe el însuși, lăsând în urmă o scrisoare codată satanic și semnată „Longlegs” (Picioare Lungi), scrisoare al cărei scris de mână nu aparține niciunui membru al familiei. Lee descoperă că fiecare familie avea o fiică de nouă ani născută pe data de 14 a lunii, toate crimele au avut loc cu șase zile înainte sau după ziua de naștere, iar crimele formează un simbol ocult în formă de triunghi pe un calendar, cu o dată lipsă. În timp ce vorbește cu mama ei, Ruth, Lee primește o felicitare codificată de aniversare de la Longlegs, avertizând-o că dezvăluirea sursei codului va duce la uciderea mamei ei.
În urma unui indiciu, Lee și Carter găsesc o păpușă cu o sferă de metal de mare energie înăuntru. După ce a vizitat un spital psihiatric pentru a o întreba pe Carrie Anne Camera, singura supraviețuitoare a atacurilor lui Longlegs, care a fost vizitată anterior de cineva care folosea numele lui Lee, Carter suspectează legătura ei cu Longlegs. Descoperind că mama sa Ruth a semnalat la poliție despre un intrus care s-a apropiat de Lee cu o zi înainte de a noua sa aniversare, Carter o încurajează pe Lee să vorbească cu ea. Ruth o îndrumă pe Lee către lucrurile din copilărie, unde găsește un Polaroid al bărbatului cu fața palidă, ceea ce înseamnă că Longlegs este bărbatul care a vizitat-o pe tânăra Lee de ziua ei. Lee dă fotografia în urmărire, ceea ce duce la arestarea lui Longlegs. Realizând că data lipsă este fosta a noua aniversare a sa, Lee se teme că un complice va comite o altă crimă. În camera de interogatoriu, Longlegs pretinde că îl servește pe „omul de la parter” și sugerează implicarea lui Ruth înainte de a se sinucide. Lee este informat curând că Anne Carrie s-a sinucis.
Agentul Browning o conduce pe Lee la casa mamei ei, unde Lee este martoră cum Ruth o ucide pe Browning cu o pușcă. Ruth distruge apoi o păpușă care seamănă cu tânăra Lee, făcând-o pe Lee să-și piardă cunoștința. Lee realizează că Ruth a fost complicea lui Longlegs încă din copilărie. Acesta a forțat-o pe Ruth să aleagă între moartea fiicei ei și dorința lui, făcând-o să se conformeze și s-o cruțe pe Lee. Longlegs a trăit în subsolul lui Harker, creând păpuși satanice pe care Ruth, dându-se drept călugăriță, le-a dus la diferite familii, influențându-i pe tați să-și ucidă familiile și să se sinucidă. Păpușa lui Lee i-a blocat amintirile despre Longlegs în timp ce a influențat-o cu magia lui.
Lee se trezește în subsol și aude o voce demonică la telefon care o avertizează despre petrecerea de noua aniversare a fiicei lui William Carter, Ruby, care avea loc în acea zi. Lee se grăbește să salveze familia Carter, odată morți s-ar completa triunghiul ocult al lui Longlegs. Ea ajunge și își dă seama că familia este deja posedată, deoarece Ruth a apărut cu păpușa. După ce William o ucide pe soția sa Anna, Lee îl împușcă pentru a o proteja pe Ruby. Ruth o atacă cu un pumnal, forțând-o pe Lee să-și ucidă mama. Lee încearcă să distrugă păpușa, dar arma ei nu se descarcă. Privind la păpușă, ea îi spune lui Ruby că trebuie să plece.

## Distribuție

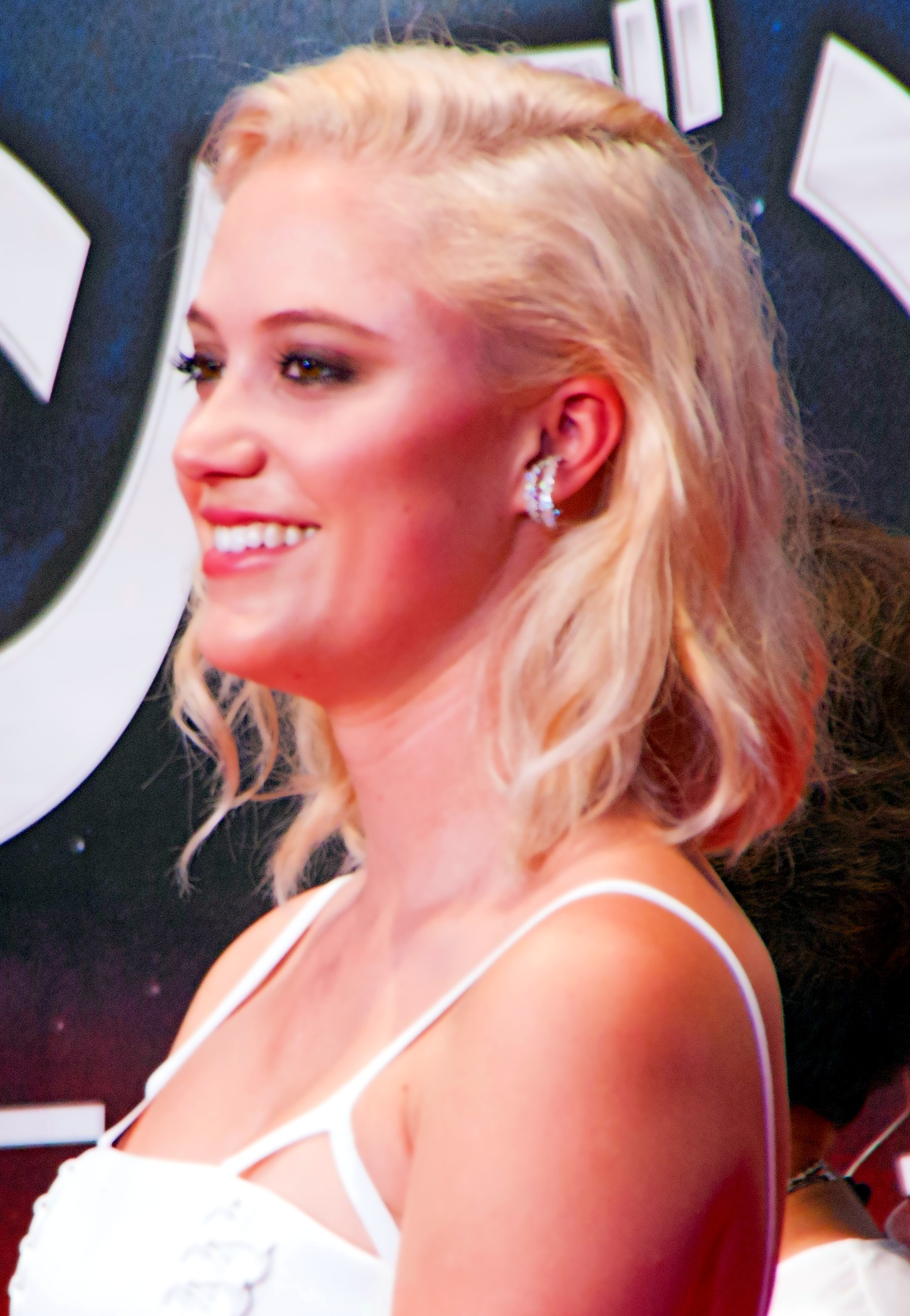
Maika Monroe interpretează rolul agentei FBI Lee Harker.

- Maika Monroe – Lee Harker, agent FBI desemnat cazului Longlegs 
  - Lauren Acala – tânăra Lee
- Nicolas Cage – Longlegs, ucigaș în serie al cărui nume real este Dale Kobble[9]
- Blair Underwood – Agent Carter
- Alicia Witt – Ruth Harker, mama religioasă a lui Lee
- Michelle Choi-Lee – Agent Browning, un superior al lui Lee
- Dakota Daulby – Agent Fisk, partenerul lui Lee
- Kiernan Shipka – Carrie Anne Camera, singura supraviețuitoare a lui Longlegs 
  - Maila Hosie – tânăra Carrie
- Jason Day – tata Camera
- Lisa Chandler – mama Camera
- Ava Kelders – Ruby Carter, fiica lui William Carter
- Carmel Amit – Anna Carter, soția lui William Carter
- Peter Bryant – senior FBI agent

## Producție
Filmul a fost anunțat în noiembrie 2022, cu Osgood Perkins ca scenarist și regizor. El a avut ca inspirație diferite surse; partea cu păpușile malefice ce cauzează dorința taților de a-și omorî familiile a fost inspirată parțial de cazul crimei lui JonBenét Ramsey: "Crima a avut loc în jurul zilei de Crăciun, iar unul din cadourile pe care le-a primit fetița a fost o replică-păpușă la scara reală a ei, purtând una dintre rochiile de concurs. Era într-o cutie de carton de la subsol, la 4 metri de unde a fost omorâtă, și e ceva malefic în legătură cu asta, mi-am dat seama instant."
Perkins le-a spus celor de la revista People că filmul a fost inspirat de tratamentul mamei sale față de sexualitatea tatălui său, actorul Anthony Perkins, ascunzând asta de public și de copiii lor. Oz Perkins a fost citat, "Mama ta te poate proteja de un adevăr pe care ea îl consideră neplăcut...Și după tu construiești un întreg film în jurul acestui lucru.”
În februarie 2023, Nicolas Cage și Maika Monroe au devenit parte din distribuția filmului, cu Cage fiind și producător prin compania sa, Saturn Films. În martie, Alicia Witt și Blair Underwood au fost anunțați ca fiind parte din distribuție.
Compania Motion Picture Group a lui Dave Caplan a finanțat filmul pentru suma de aproximativ 10 milioane de dolari. Filmările au avut loc între 16 ianuarie și 23 februarie 2023 în Vancouver.

## Muzica
Coloana sonoră a filmului a fost concepută de Zilgi, un pseudonim pentru Elvis Perkins (fratele regizorului), creditat ca și compozitor pentru piesele de pe coloana sonoră digitală a filmului. Alte persoane ce au contribuit la muzica filmului sunt designeri Eugenio Battagila, Melody Carrillo și Elizabeth Wight. Coloana sonoră a filmului a fost lansată pe 12 iulie 2024 pe vinil și platforme de streaming.

## Promovare
Neon a folosit tactici de marketing de gherilă similare celor care au dus la succesul de box office al filmului The Blair Witch Project (1999), creând speculații prin clipuri, imagini si mesaje codate ce foloseau simbolistică creată pentru film și înfățișarea ascunsă a lui Cage în rolul lui Longlegs. Unsprezece videoclipuri promoționale au fost încărcate pe YouTube în lunile premergătoare lansării, prima dintre ele apărând în ianuarie 2024, care nu menționa titlul filmului până la cel din februarie; împreună, au acumulat 30 milioane de vizionări. Un trailer a fost prezentat la începutul fiecărui film horror lansat din ianuarie până în iulie 2024.
În plus, a mai existat și un panou stradal (ce nu menționa titlul) care conținea un număr de telefon ce ducea la mesaje pre-înregistrate de antagonistul filmului, și un anunț plătit cu cifru ce a fost publicat în ziarul Seattle Times pe 14 iunie, cu referință la Zodiac Killer, care direcționa cititorii către un site web in-universe, ce detalia crimele comise în film. În săptămâna lansării filmului, Neon a lansat un clip ce prezenta bătăile inimii actriței Monroe din rolul principal, atunci când a văzut pentru prima oară cum a intrat Cage în personaj. După lansarea în cinematografe, Neon a lansat un alt spot publicitar ce prezenta aparițiile subliminale și recurente ale diavolului pe fundalul a diferite cadre din film. Conform lui Perkins, există 15 apariții ale diavolului în film, care nu sunt sesizabile imediat.
Perkins a lăudat marketingul filmului conceput de Neon, spunând că studioul "m-a întrebat timpuriu, 'Avem permisiunea ta de a face ceea ce vrem cu adevărat?' Iar eu am spus, 'Păi altfel ce facem aici? Dă-i bătaie. Faceți-vă treaba cum știți mai bine.'" Bugetul pentru departamentul de marketing al filmului a fost de aproximativ 10 milioane $, și s-a concentrat mai mult pe conținutul digital decât pe reclamele TV tradiționale.

## Lansare
În februarie 2023, Neon a obținut drepturile nord-americane ale filmului la Berlinală. Filmul a fost ecranizat la festivalul Beyond Fest de la Los Angeles pe 31 mai 2024. Longlegs a avut premiera la Egyptian Theatre Hollywood din Los Angeles pe 8 iulie 2024.
Longlegs a avut câteva ecranizări speciale pe teritoriul Statelor Unite între 8 și 13 iulie 2024. Acestea au inclus și anumite ecranizări la Alamo Drafthouse Cinema din Brooklyn, New York pe 12 iulie 2024. Filmul a fost lansat în Statele Unite și Regatul Unit pe 12 iulie 2024.

### Home media
Longlegs a fost lansat pe platformele Video on demand pe 23 august 2024. Versiunile 4K Ultra HD, Blu-ray, și DVD au fost lansate pe 24 septembrie 2024.

## Lansare și primire

### Încasări
La data de 20 septembrie 2024 , Longlegs a avut încasări de 74,1 milioane $ în Statele Unite și Canada, și de 34,8 milioane $ în alte teritorii, aducând totalul la 108,9 milioane $.
În Statele Unite și Canada, Longlegs a fost lansat alături de filmul Fly Me to the Moon, și era de așteptat să încaseze între 7 și 9 milioane $ din 2.510 cinematografe în weekendul de deschidere. După ce a avut încasări de 10 milioane $ în prima zi (inclusiv cele 3 milioane $ din ecranizările de joi seară, amândouă fiind recorduri pentru Neon), estimările pentru weekend au crescut la 20–23 milioane $. A debutat cu 22,4 milioane $, terminând pe locul doi în clasamentul de box office, în spatele filmului Despicable Me 4. Weekendul a marcat cel mai bun film de deschidere pentru Neon și cel mai profitabil film horror original al anului 2024. A reprezentat cea mai bună deschidere a unui film cu Monroe și primul film live-action al lui Cage care a încasat peste 20 milioane $ de la $20 Ghost Rider: Spirit of Vengeance din 2012 încoace. În al doilea weekend, filmul a adus încasări de 12 milioane $, reprezentând o scădere de 46,6%, terminând pe locul 4 în clasamanet. În al treilea weekend, a devenit cel mai profitabil film pentru Neon, după ce a depășit încasările de la Parasite (53,37 milioane $) și a mai încasat încă 6,8 milioane $. Pe 16 august 2024, filmul a încasat 100 milioane $ internațional, devenind cel mai profitabil film al anului.

### Reacția criticilor

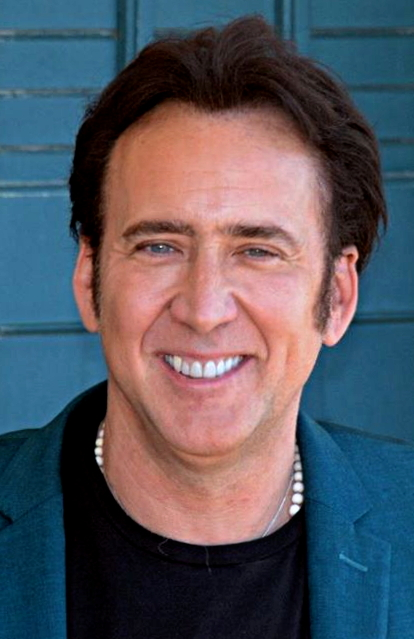
Criticii au lăudat prestanța lui Nicolas Cage.

Filmul a fost premiat cu laude din partea criticilor. Pe site-ul web Rotten Tomatoes, 85% dintre cei 307 de recenzii sunt pozitive, cu o nota medie de 7,5/10. Consensul site-ului web spune: „Saturat într-o dispoziție tulburătoare în timp ce profită de o performanță de coșmar a lui Nicolas Cage, Longlegs este un horror satanic care insuflă panică”. Metacritic, care folosește o medie ponderată, a atribuit filmului un scor de 77 din 100, pe baza a 52 de critici, indicând recenzii „general favorabile”.
David Rooney, scriind pentru The Hollywood Reporter, a lăudat filmul, spunând, "Se poate dezbate că se mixează prea multe elemente aici — procedură criminalistică, mistere oculte, manipulare, venerarea diavolului, păpuși îngrozitoare, un Pact cu Diavolul și o 'măicuță' nedemnă de orice mănăstire. Dar Longlegs este cel mai realizat și eficient film a lui Perkins de până acum". Bob Strauss de la San Francisco Chronicle a scris, "Cel mai impresionant este cum Perkins îmbină horror-ul supranatural și psihologic într-o maniera puțin întâlnită până acum. Longlegs este un amestec de cinema poetic și întunecat, unde diavolul este clar printre rânduri". Richard Lawson de la Vanity Fair și-a exprimat dezamăgirea asupra filmului, scriind că "Longlegs este stilat, dar lipsit de fond, o imagine destul de prevestitoare fără nimic în spate. Cum ar spune Hannibal Lecter, este un lucru fără gust și nesofisticat".
J. Hurtado de la Screen Anarchy a spus că Longlegs este "o capodoperă; o confluență nesfântă și înfiorătoare de artă superioară și anxietate, un film în care fiecare cadru este un coșmar frumos". Meagan Navarro de la Bloody Disgusting a  lăudat actorii și atmosfera din Longlegs, concluzionând, "Longlegs este pe cât de elegant, pe atât de atemporal, abundând de groază claustrofobă și putregai." Bill Bria de la /Film a numit Longlegs "cel mai terifiant film din 2024", remarcând spiritul "rock n' roll" al filmului".

### Primirea de către audiențe
Publicul chestionat de CinemaScore a acordat filmului o notă medie de „C+” pe o scară de la A+ la F. Cei întrebați de PostTrak i-au dat un scor general pozitiv de 70%, cu o medie de 3 din 5 stele.
Un corespondent al revistei LGBT Them au scos în evidență cum anumiți membrii din audiență au perceput antagonistul filmului ca fiind homofobic sau transfobic din cauza caracteristicilor androgene ale personajului. Un articol de opinie CNN a acuzat filmul de transfobie, comparând Longlegs cu Buffalo Bill și subliniind istoria complicată a temelor LGBT a genului de groază.
Într-un interviu AMA de pe Reddit cu regizorul Oz Perkins, un fan a întrebat dacă scenariul Longlegs a fost intenționat să fie o portretizare negativă a persoanei transgender. Perkins a răspuns că el condamnă comportamentul anti-trans, dar nu a elaborat în mod specific niciun element al filmului.
Regizorul Guillermo Del Toro a complimentat filmul, lăudând „metronomul [lui Perkins], compoziția sa meticuloasă și simțul său neobișnuit al răului și al morții iminente”. Paul Schrader a comentat filmul pe rețelele de socializare, întrebând de ce regizori precum Perkins și Ti West (regizorul filmului Pearl și MaXXXine) s-au „limitat la ghetoul genului horror."